# Форт

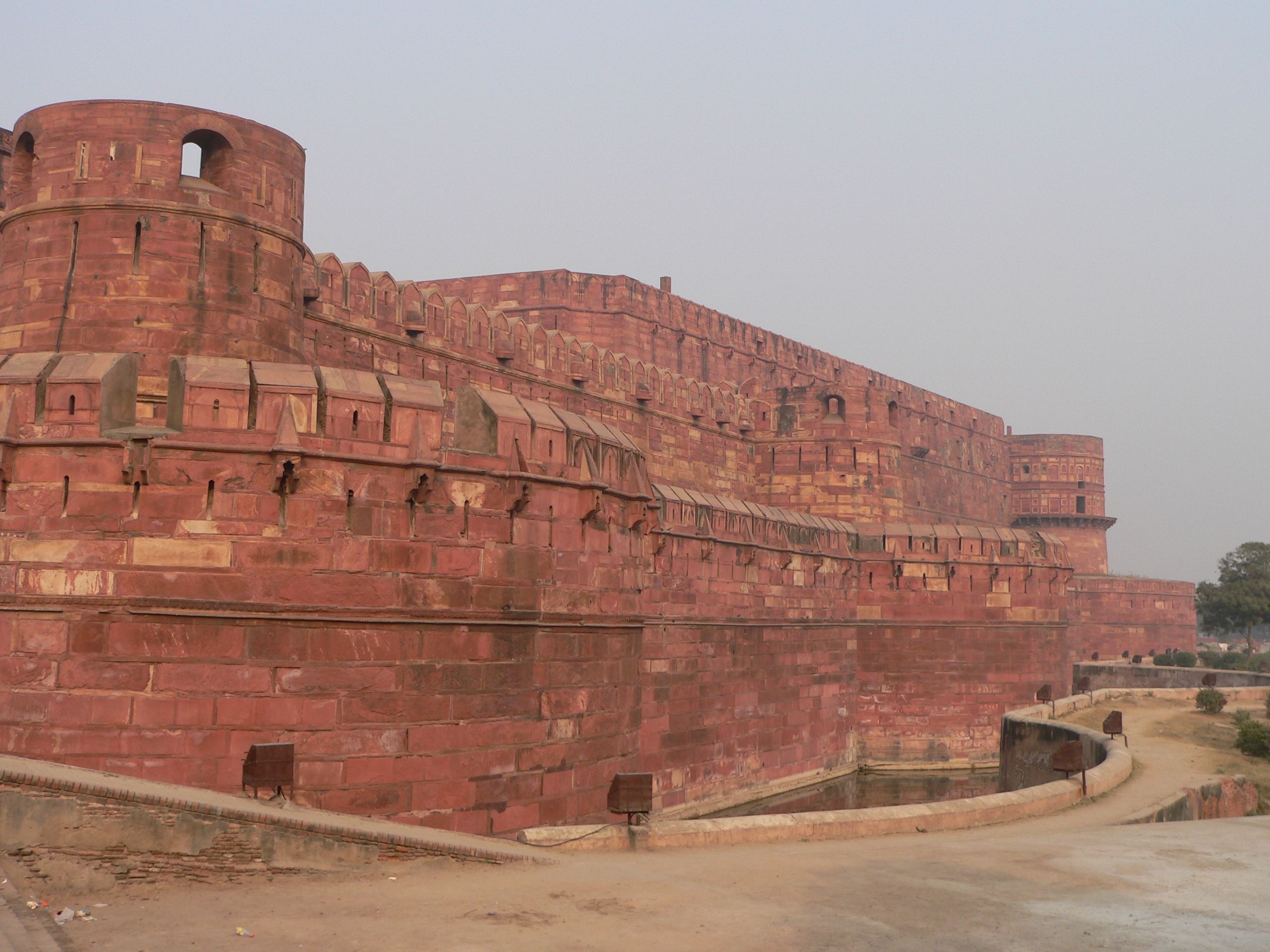
Форт Агри, Індія

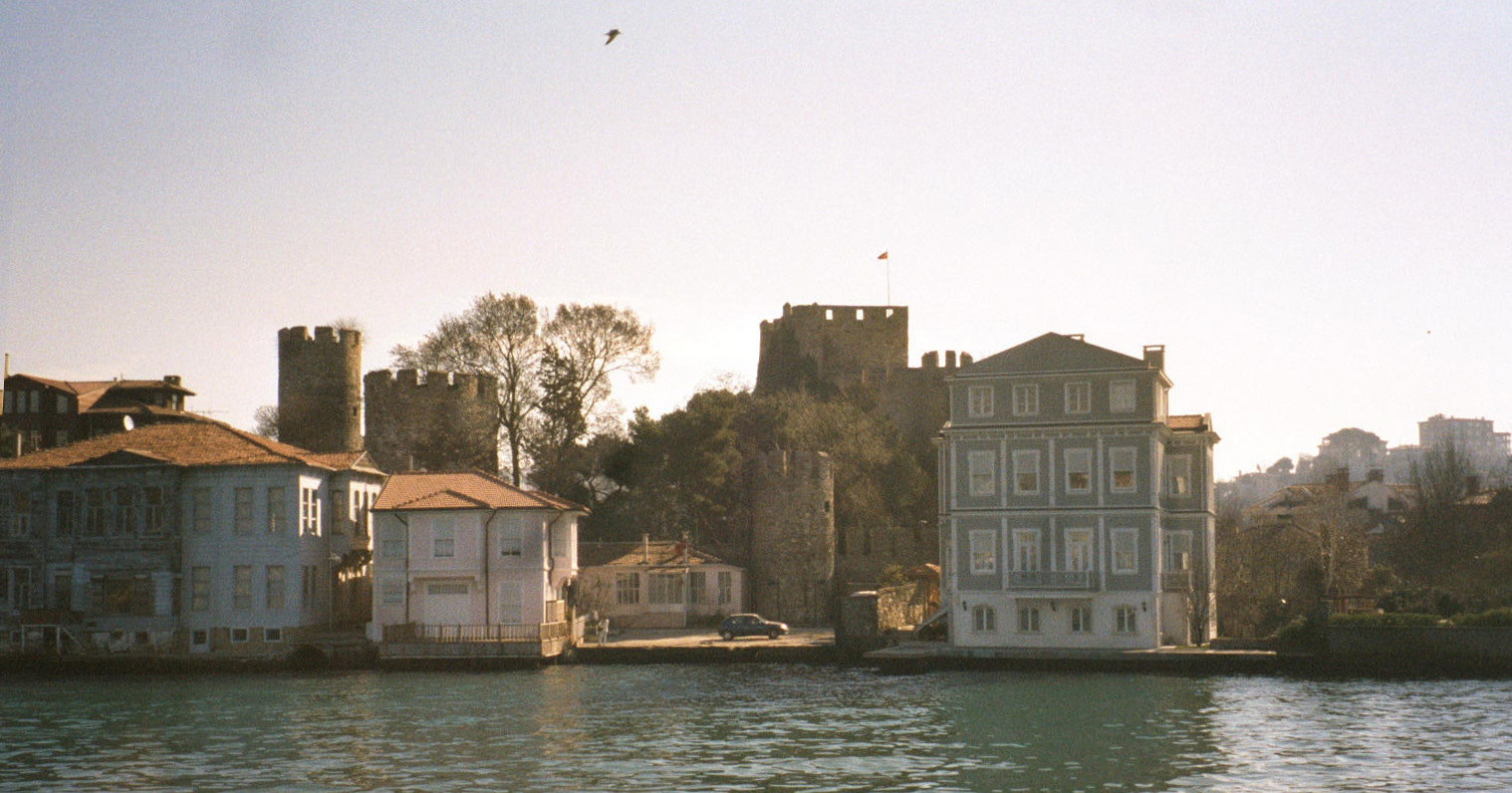
Форт Анадолухісари, Стамбул, Туреччина

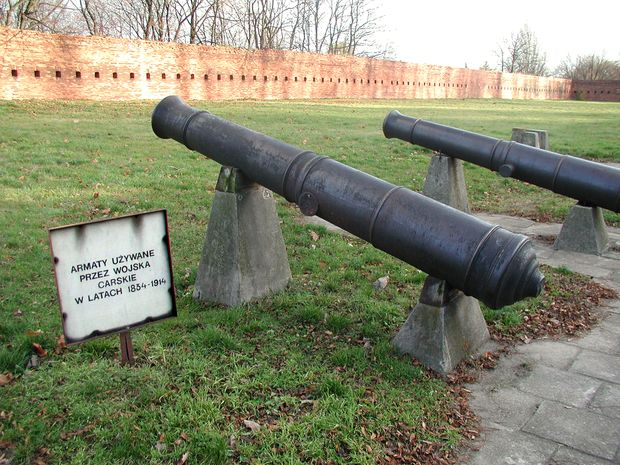
Гармати у Варшавській цитаделі

Форт (фр. fort, від лат. fortis — «сильний, міцний») — «велике замкнуте укріплення». Окреме замкнуте укріплення (постійне або тимчасове), одиничне або як складова частина зовнішньої лінії оборонних споруд фортеці та укріпленого району.
З XVIII століття до початку XX століття форти створювалися як складова частина великої фортеці або польової укріпленої позиції. Форти відкритого типу мали 1–2 земляних вали, перед якими відривалися рови й улаштовувалися інші перешкоди. За валами розміщалися артилерійські гармати й піхота. Звичайно такі форти займали площу 4–5 га й мали 20–50 гармат з обслугою й 150–500 осіб піхоти.
Форти закритого типу спочатку (XVIII століття) будувалися у вигляді кам'яної багатоярусної вежі з амбразурами для гармат. Починаючи з XIX століття при будівництві фортів використовувався бетон (пізніше залізобетон) та сталеві конструкції для артилерійських веж. Почали зводитися й довгострокові форти бастіонної системи (французький форт складався з 4–5 бастіонів на 40–50 гармат). Згодом у фортах стали споруджуватися капоніри або напівкапоніри для обстрілу ровів. Зі зростанням далекобійності артилерії збільшувалася дальність виносу фортів від фортечної огорожі. Якщо в XVIII столітті вона становила 500—900 м, то до початку Першої світової війни форти першої лінії розташовувалися вже на видаленні 6–8 км, другої лінії — 3–4 км. Досвід цієї війни показав низьку ефективність фортів, що обороняються ізольовано. Після неї у зв'язку з появою нових типів фортифікаційних споруд форти стали застосовуватися як частина укріпленого району.
Під час Німецько-радянської війни форти «Червонофлотський» і «Передовий» — колишні «Червона Гірка» і «Сірий Кінь», фортеці Кронштадт зіграли важливу роль в обороні Ленінграду. Вермахт частково використовував старі форти при обороні Кенігсберга, Кюстрина й Познані.